# Hugo K. Sievers
Hugo K. Sievers (Rengo, 23 ottobre 1903 – 1972) è stato un medico e politico cileno.
Fu il fondatore del Collegio Veterinario Cileno e Ministro dell'Agricoltura nel 1955.

## Biografia
Hugo K. Sievers Wicke, discendente da una famiglia di mercanti di Amburgo, studiò nella scuola tedesca, e nel 1925 si laureò in Veterinaria all'Università del Cile. Dopo un'esperienza da ricercatore svolta in Argentina (nel 1926), all'Istituto "Oswaldo Cruz" in Brasile (nel '28), all'Istituto Pasteur di Parigi e all'Istituto per le malattie tropicali di Amburgo, nel 1929 conseguì il dottorato in quest'ultima città.
Nel '57, condivise alcuni interventi nel dibattito per la riforma dell'istruzione secondaria del Paese, che sostenevano che la formazione liceale e dei collegi preuniversitari avevano tipicamente due finalità: preparare i giovani alla vita e fornirgli le conoscenze scientifiche e umanistiche necessarie a seguire con profitto i corsi professionalizzanti dell'università. A suo parere, la prima finalità doveva restare quella prevalente, e l'università stessa avrebbe dovuto conservare la propria natura di studio di ordine generale, in contrapposizione alle emergenti tendenze di specializzazione scientifica.
Sievers fu inviato dal governo cileno e dall'Università del Cile in missione in molteplici Paesi, quali: Perù, Messico, Stati Uniti, Giappone, Cina, Corea, Indocina, India, Egitto e Italia.

Ricoprì incarichi in varie associazioni a carattere medico-scientifico: Presidente della Società scientifica del Cile, membro dell'Accademia Cilena di Scienze Naturali, Società Cilena di Microbiologia, Società Cilena di Storia Naturale, Società Scientifica del Cile, Società di Biologia e Società di Medicina Veterinaria. Fu tra i principali sostenitori del progetto di creazione dell'Università australe del Cile, che riconoscerà il suo ruolo conferendogli una laurea ad honorem, con un discorso tenuto da uno dei suoi allievi favoriti, il medico tedesco Alfred Schüler.
Quando negli anni '60 era prorettore dell'Università del Cile, Schüler lo assisteva nell'esame dei (giovani) candidati alla Facoltà di Veterinaria, provenienti da tutto il Paese.
Il suo nome è inoltre menzionato negli atti costitutivi dell'Accademia degli Studenti di Medicina Veterinaria, della Società di Medicina Veterinaria, della Società Cilena di Medina Naturale, della Società di Anatomia Normale e Patologica.
Morì nel 1972.